# Catephia berrettae
Catephia berrettae là một loài bướm đêm trong họ Erebidae.